# Glbtq.com
Glbtq.com: An Encyclopedia of Gay, Lesbian, Bisexual, Transgender, and Queer Culture est une ancienne encyclopédie en ligne qui présente les biographies détaillées de personnalités gays, lesbiennes, bisexuelles, transgenres et queer. L'American Library Association la considère en 2005 comme « l'un des meilleurs sites internet gratuits de référence ».
L'encyclopédie, qui comprend plus de 900 articles couvrant des domaines comme l'art, la littérature, l'histoire et la culture populaire, est rédigée par des universitaires spécialisés dans les études de genre.
Glbtq.com est lancée en 2003, avec des mises à jour régulières. Elle abrite l'encyclopédie la plus vaste de culture LGBT au monde. L'encyclopédie contient plus de deux millions de mots (en comptant les résumés), et couvre près de deux mille entrées. Les entrées sont catégorisées sous trois départements  : arts, littérature, et histoire et sciences sociales. Le site comprend aussi un comité de discussion et une section spéciale qui propose des entretiens, des diaporamas, et des éclairages. Glbtq.com envoie aussi un bulletin les premiers et quinze de chaque mois, portant l'attention sur les nouvelles entrées et éclairant un groupe d'entrées en particulier.
L'éditeur de glbtq.com est Andrew Wickholm, et le rédacteur en chef est Claude J. Summers.
Toutes les entrées de l'encyclopédie sont signées et référencées. Plus de trois-cent cinquante contributeurs y participent, et sont présentés sur le site. 
Parmi eux, on compte Karla Jay, Stephen O. Murray ou Jim Provenzano.
Le site est fermé le 1er août 2015 et son contenu est archivé sur glbtqarchive.com.

## Publications
En collaboration avec Cleis Press, glbtq.com a publié trois livres :
- (en) Claude J. Summers, The Queer Encyclopedia of the Visual Arts, San Francisco, Cleis Press, 2004, 373 p., poche (ISBN 978-1-57344-191-9, LCCN 2004004263, lire en ligne)
- (en) Claude J. Summers, The Queer Encyclopedia of Music, Dance and Musical Theater, San Francisco, Cleis Press, 2004, 1re éd., 303 p., poche (ISBN 978-1-57344-198-8, LCCN 2004021689, lire en ligne)
- (en) Claude J. Summers, The Queer Encyclopedia of Film and Television, San Francisco, Cleis Press, 2005, 1re éd., 316 p., poche (ISBN 978-1-57344-209-1, LCCN 2005015928, lire en ligne)